# Bruno Kernen (sciatore 1972)
Bruno Kernen (Thun, 1º luglio 1972) è un ex sciatore alpino svizzero, campione del mondo nella discesa libera a Sestriere 1997; a volte è indicato come Bruno Kernen II per distinguerlo dall'omonimo sciatore nato nel 1961.

## Biografia

### Stagioni 1990-1996
Specialista delle prove veloci originario di Reutigen, Bruno Kernen debuttò in campo internazionale in occasione dei Mondiali juniores di Zinal 1990 e nella successiva rassegna iridata giovanile, Geilo/Hemsedal 1991, vinse la medaglia d'oro nella combinata e quella di bronzo nel supergigante.
Ottenne il suo primo piazzamento in Coppa del Mondo il 26 gennaio 1992 nella combinata di Wengen (15º), mentre nel 1993 esordì ai Campionati mondiali: nella rassegna iridata di Morioka si classificò 16º nella discesa libera. Nel 1996 in Coppa del Mondo conquistò il suo primo podio, il 14 gennaio nella combinata di Kitzbühel classificandosi al 3º posto, e la prima vittoria, il 19 gennaio nella discesa libera di Veysonnaz; ai Mondiali della Sierra Nevada dello stesso anno fu 17º sia nella discesa libera sia nel supergigante.

### Stagioni 1997-2002
Kernen ottenne la vittoria più importante della carriera ai Mondiali di Sestriere 1997 conquistando la medaglia d'oro nella discesa libera, precedendo sul podio iridato Lasse Kjus e Kristian Ghedina; nella stessa rassegna iridata vinse inoltre la medaglia d'argento nella combinata, fu 14º nel supergigante e non completò lo slalom speciale. Ai XVIII Giochi olimpici invernali di Nagano 1998, sua prima presenza olimpica, si classificò 11º nel supergigante e non completò la discesa libera e la combinata.
Ai Mondiali di Vail/Beaver Creek 1999 fu 7º nella discesa libera, 17º nel supergigante e 5º nella combinata; due anni dopo, nella rassegna iridata di Sankt Anton am Arlberg, concluse la discesa libera al 13º posto, mentre ai XIX Giochi olimpici invernali di Salt Lake City 2002 disputò soltanto la discesa libera, senza completarla.

### Stagioni 2003-2007
Il 18 gennaio 2003 ottenne la sua ultima vittoria, nonché ultimo podio, in Coppa del Mondo nella prestigiosa discesa libera della Lauberhorn di Wengen; ai successivi Mondiali di Sankt Moritz vinse la medaglia di bronzo nella medesima specialità e si classificò 8º nel supergigante e 14º nella combinata. Due anni dopo, ai Mondiali di Bormio/Santa Caterina Valfurva 2005, si piazzò 5º nella discesa libera, 15º nel supergigante e 10º nello slalom gigante.
Ai XX Giochi olimpici invernali di Torino 2006, sua ultima presenza olimpica, vinse la medaglia di bronzo nella discesa libera e fu 18º nel supergigante, mentre l'anno dopo a Åre 2007 si congedò dai Campionati mondiali vincendo la sua ultima medaglia iridata, il bronzo nel supergigante, e classificandosi 12º nella discesa libera. Si ritirò dall'attività agonistica al termine della stagione 2006-2007; la sua ultima gara in carriera fu la discesa libera di Coppa del Mondo disputata a Lenzerheide il 14 marzo, che non completò.

## Palmarès

### Olimpiadi
- 1 medaglia:
  - 1 bronzo (discesa libera a Torino 2006)

### Mondiali
- 4 medaglie:
  - 1 oro (discesa libera a Sestriere 1997)
  - 1 argento (combinata a Sestriere 1997)
  - 2 bronzi (discesa libera a Sankt Moritz 2003; supergigante a Åre 2007)

### Mondiali juniores
- 2 medaglie:
  - 1 oro (combinata a Geilo/Hemsedal 1991)
  - 1 bronzo (supergigante a Geilo/Hemsedal 1991)

### Coppa del Mondo
- Miglior piazzamento in classifica generale: 12º nel 1996 e nel 2003
- 7 podi (4 in discesa libera, 3 in combinata):
  - 3 vittorie
  - 1 secondo posto
  - 3 terzi posti

#### Coppa del Mondo - vittorie
| Data            | Località  | Paese    | Specialità |
| --------------- | --------- | -------- | ---------- |
| 19 gennaio 1996 | Veysonnaz | Svizzera | DH         |
| 20 gennaio 1996 | Veysonnaz | Svizzera | DH         |
| 18 gennaio 2003 | Wengen    | Svizzera | DH         |

Legenda:

DH = discesa libera

### Campionati svizzeri
- 10 medaglie (dati dalla stagione 1994-1995)[1]:
  - 4 ori (combinata[senza fonte] nel 1995; discesa libera, supergigante nel 1996; discesa libera nel 2005)
  - 2 argenti (discesa libera, supergigante nel 1997)
  - 4 bronzi (slalom speciale nel 1996; slalom gigante nel 1997; discesa libera, supergigante nel 2003)